# Казилак (Од)
Казијак (фр. Cazilhac) насеље је и општина у јужној Француској у региону Лангдок-Русијон, у департману Од која припада префектури Каркасон.
По подацима из 2011. године у општини је живело 1660 становника, а густина насељености је износила 433,42 становника/km². Општина се простире на површини од 3,83 km². Налази се на средњој надморској висини од 140 метара (максималној 222 m, а минималној 126 m).

## Демографија
| 1962. | 1968. | 1975. | 1982. | 1990. | 1999. | 2011. |
| ----- | ----- | ----- | ----- | ----- | ----- | ----- |
| 242   | 257   | 1.178 | 1.357 | 1.384 | 1.449 | 1.660 |

График промене броја становника у току последњих година